# Ferhat Arıcan
Ferhat Arıcan (Konak, 28 luglio 1993) è un ginnasta turco.

## Palmarès
| Anno | Manifestazione                                         | Sede      | Evento    | Risultato | Prestazione | Note |
| ---- | ------------------------------------------------------ | --------- | --------- | --------- | ----------- | ---- |
| 2010 | Giochi olimpici giovanili                              | Singapore | Volteggio | Argento   | 15.650 p.   |      |
| 2013 | Giochi del Mediterraneo                                | Mersin    | Parallele | Bronzo    | 14.866 p.   |      |
| 2017 | Giochi islamici                                        | Baku      | Parallele | Oro       | -           |      |
| 2017 | Giochi islamici                                        | Baku      | Squadre   | Oro       | -           |      |
| 2018 | Giochi del Mediterraneo                                | Tarragona | Volteggio | Bronzo    | -           |      |
| 2018 | Giochi del Mediterraneo                                | Tarragona | Squadre   | Argento   | 250.000 p.  |      |
| 2019 | Campionati europei individuali di ginnastica artistica | Stettino  | Parallele | Bronzo    | 15.033 p.   |      |
| 2019 | Giochi europei                                         | Minsk     | Parallele | Bronzo    | 14.833 p.   |      |